# Cupule (archéologie)
Pour les articles homonymes, voir Cupule.

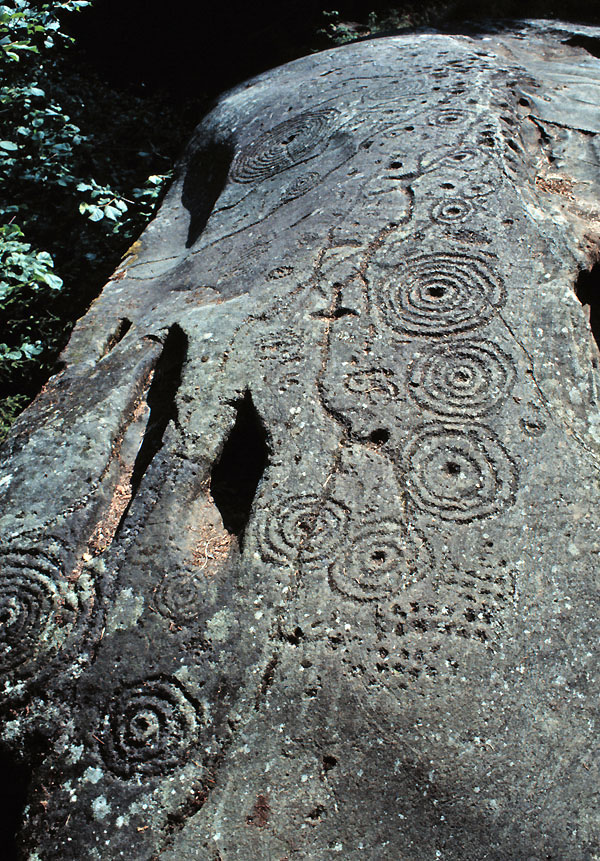
L'archéologue O. G. S. Crawford interprète les cercles concentriques autour des cupules comme les yeux d'une déesse mère. Selon une autre interprétation, ces anneaux pourraient être des symboles solaires ou lunaires représentant des halos atmosphériques.

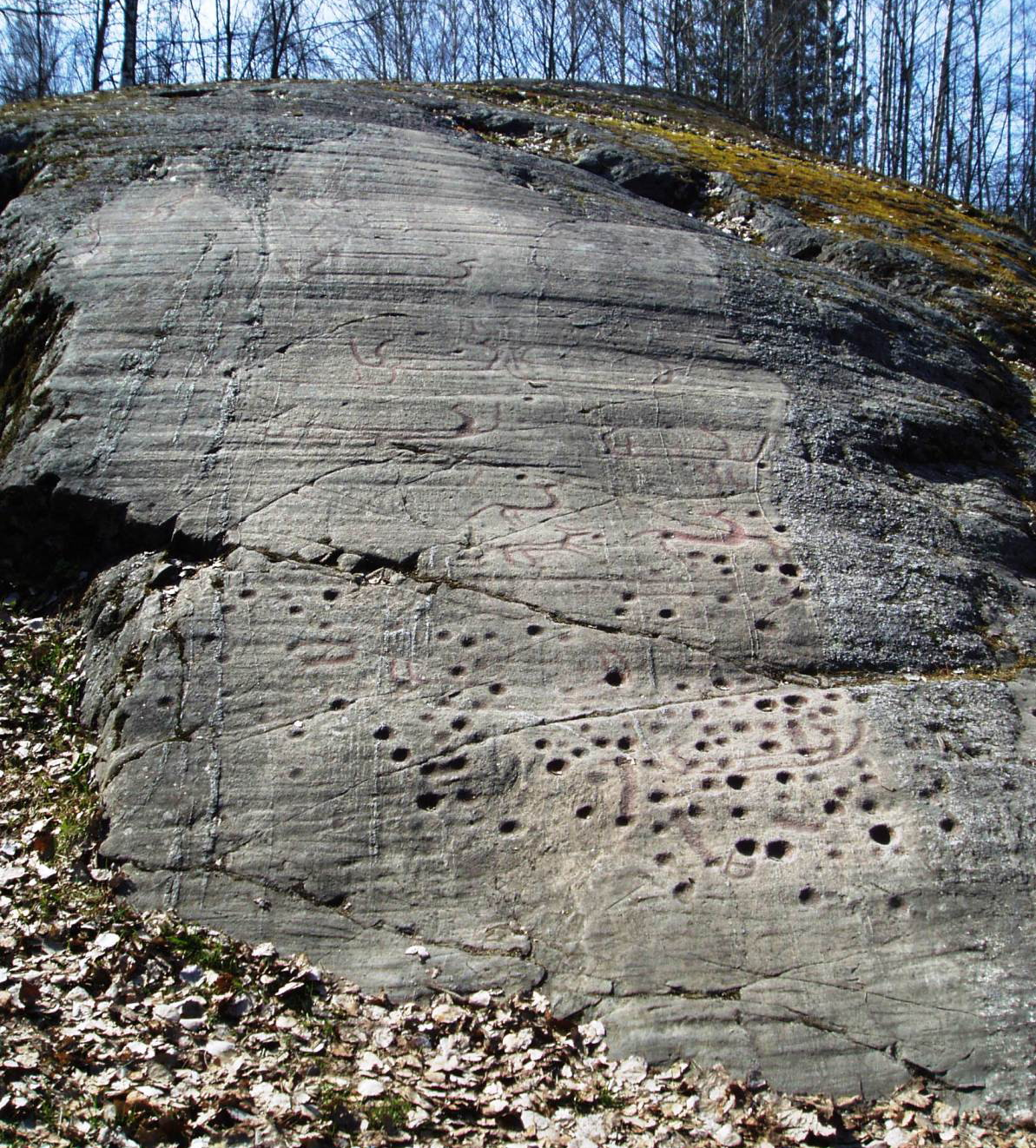
Certaines cupules sont reliées entre elles par des rigoles, ce qui les transforme en « haltères ».

En archéologie, une cupule est un pétroglyphe constitué d'une dépression circulaire ou ovale creusée par l'homme à la surface d'un rocher naturel, d'une dalle mégalithique ou d'une paroi de grotte. 

## Description
« La cupule est un enlèvement de matière, d'une géométrie le plus souvent circulaire, de section courbe, généralement obtenu par percussion lancée sur une surface rocheuse. »

Appelées aussi « pierre à cupules », « pierre cupuliforme » ou « pierre à écuelles », les cupules sont un type de pétroglyphe réalisé à la surface de rochers ou d'affleurements rocheux ou sur des mégalithes. Il s'agit d'une dépression concave, de forme circulaire ou ovale et d'une profondeur de quelques millimètres, martelée généralement à l'aide de percuteurs en pierre (quartz, granit), parfois retrouvés in situ. Une cupule n'est pas une cavité d'origine naturelle mais résulte d'une anthropisation, éventuellement par transformation d'une petite dépression naturelle. 
Les cupules sont généralement de taille modeste, de quelques centimètres ou dizaines de centimètres de diamètre, et ont des parois incurvées et régulières. En deçà de 2 cm, les archéologues parlent plutôt de « point » ; au-delà de 20 cm on parle plutôt de « cuvettes », « bassins » ou « vasques », qui résultent le plus souvent d'une érosion différentielle.

Cuvettes, bassins ou vasques ne sont pas des cupules
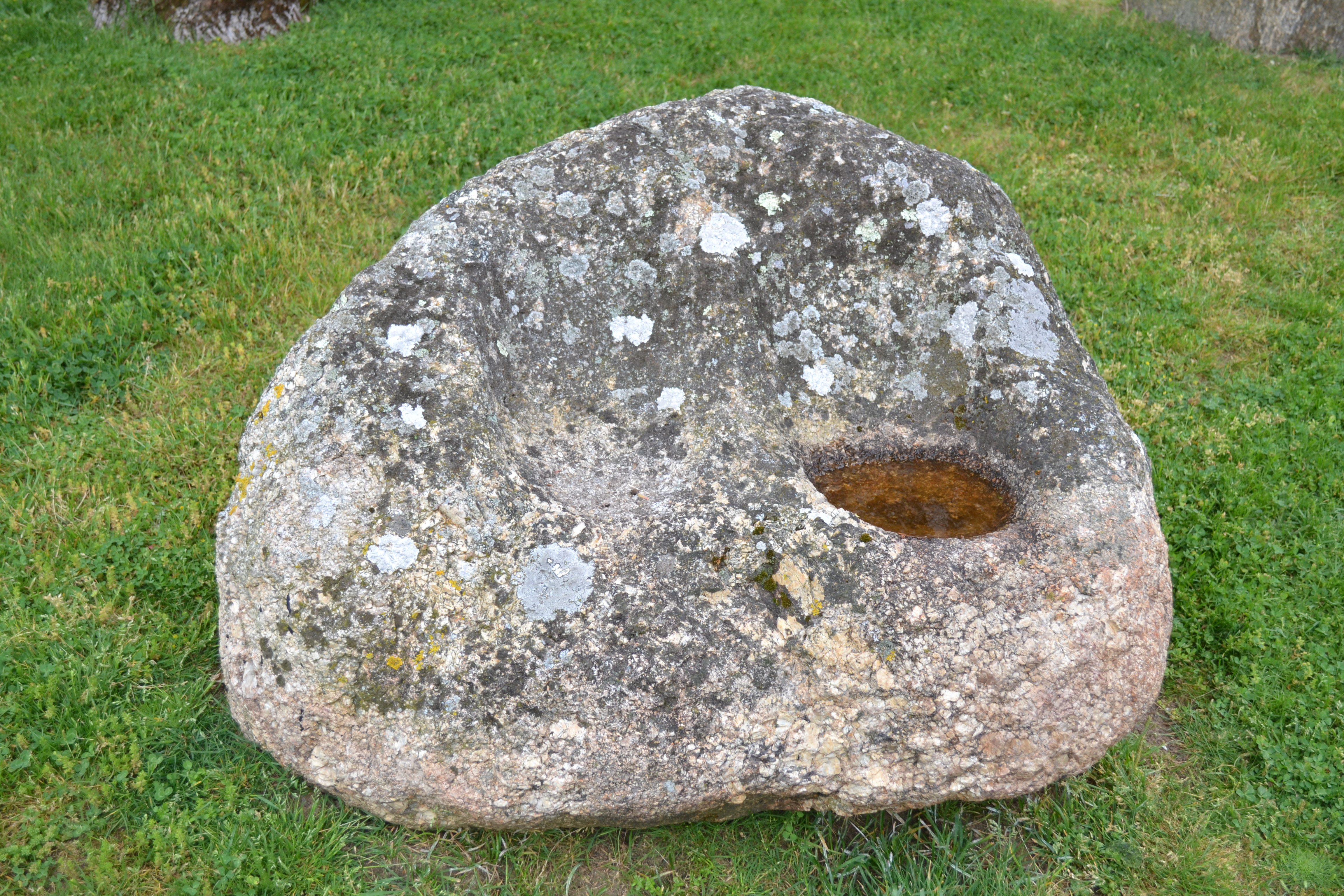
Pierre à bassins dite les « Fesses du Diable » (Saint-Brevin-les-Pins)[Note 1].
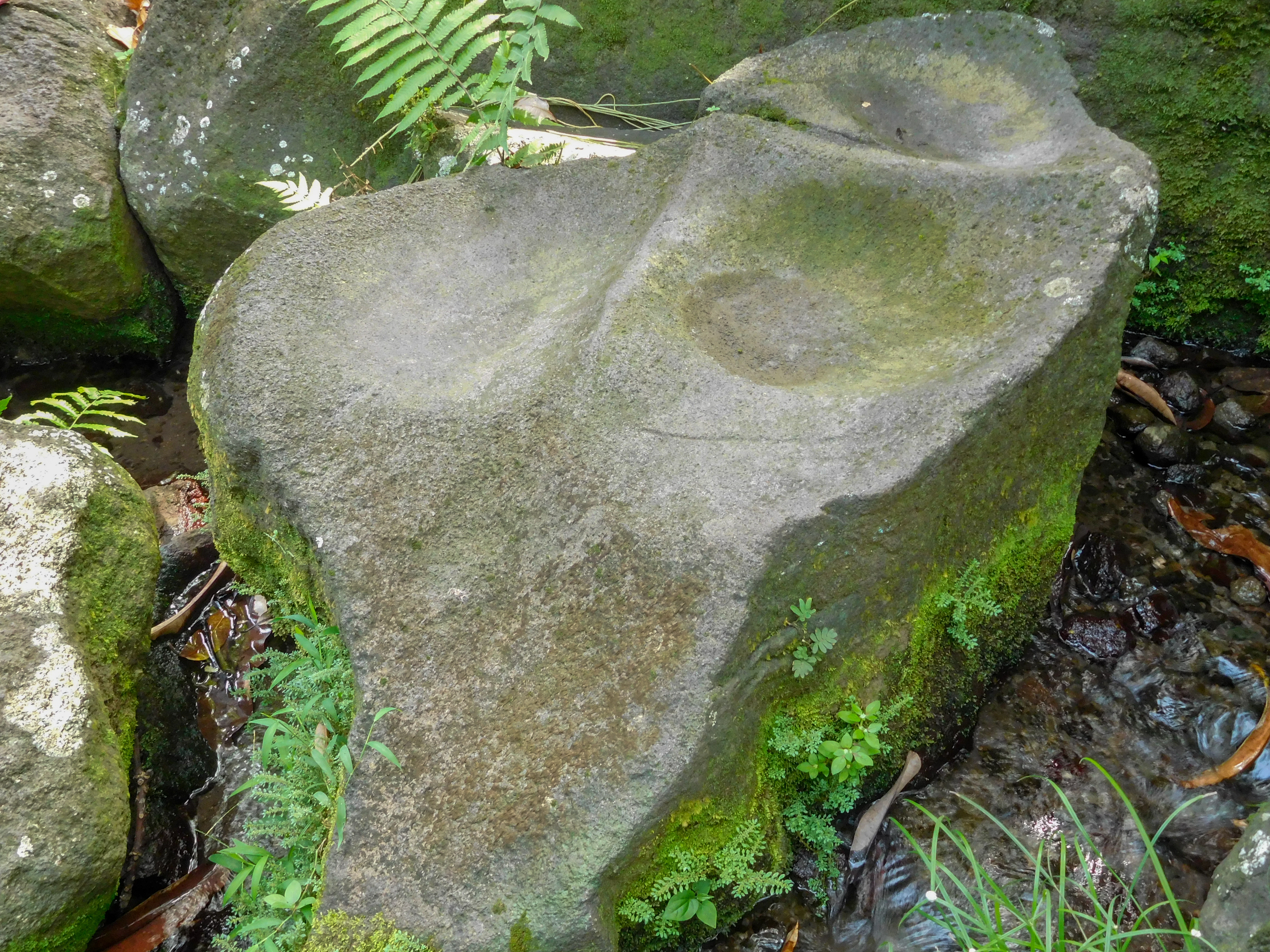
Cuvettes de polissage de la rivière du Petit Carbet.
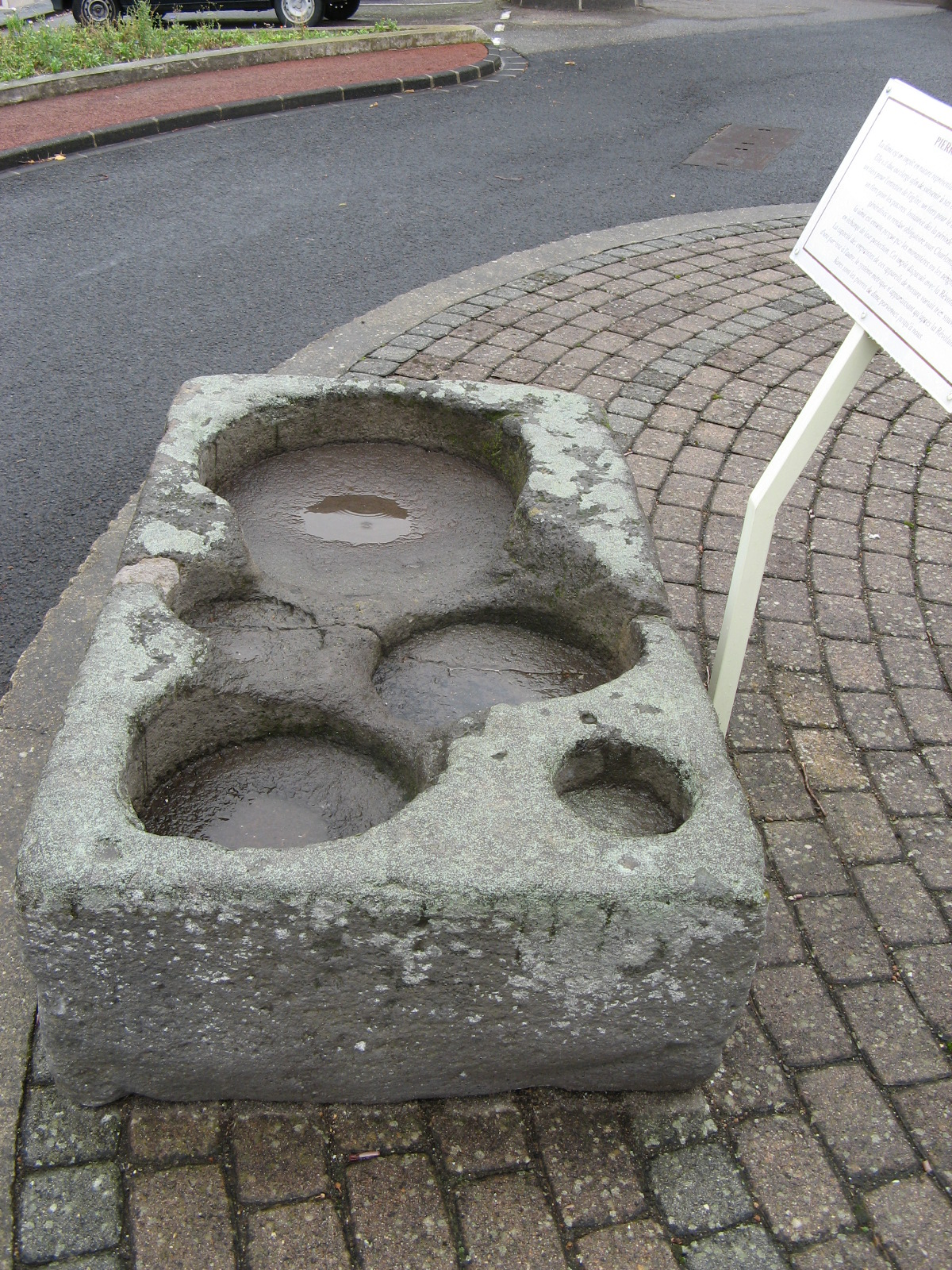
Vasques sur la Pierre de la dîme à Châtel-Guyon[Note 2].

Une suite de cupules isolées mais alignées forme une ligne de cupules. Si les cupules sont regroupées sur une surface limitée, elles constituent une plage de cupules, lorsqu'elles sont juxtaposées et chevauchantes, ou un nuage de cupules lorsqu'elles sont éparses. Certaines cupules sont entourées par des anneaux concentriques symétriques, également creusés dans la pierre, ou reliées par une rigole. Leur disposition est en général horizontale mais aussi parfois verticale (mégalithe de la pierre femme, à Vénérieu, dans l'Isère).

## Interprétations
Au XIXe siècle, l'observation fréquente de cupules sur des mégalithes conduit à leur donner des interprétations fantaisistes : récolte et évacuation du sang sacrificiel (celtomanie), projection d’un zodiaque ou des constellations visibles (archéoastronomie), forme d’écriture, cadastres préhistoriques, etc. « Et, tout comme ces fameux supports en pierre, dont la compréhension passait inévitablement par une diffusion de l’idée « mégalithique », certains archéologues n’hésiteront pas à envisager une progression est-ouest du phénomène en constatant que des cupules sur affleurements rocheux se retrouvent jusqu’au Caucase (Blavatsky 1880) ». On distingue deux types de cupules : les cupules à fonction figurative et les cupules à fonction utilitaire. Les tendances interprétatives actuelles inventoriées par Bednarik (en) sont :
- des cuvettes résultant du concassage, broyage (graines, noix ou colorants), affûtage ou polissage de matières, employées comme petit mortier ;
- des jeux par lesquels d’autres objets (graviers, céréales…) passent d’une cupule à l’autre ;
- des lithophones, par percussion répétée sur certains points particulier d’un rocher ;
- des « représentations » dans le cadre de programmes iconographiques portés par un récit mythique ou une cosmogonie particulière (la cupule peut représenter une tête avec ses yeux, les seins ou le sexe féminin d'une représentation anthropomorphe, telle une déesse mère ou une « idole » ; un bouclier ; servir de départ à des figurations soléiformes[Note 3], etc.).

De plus, ces cupules ont pu être réemployées par des populations qui ne les ont pas produites mais qui les utilisent dans le cadre de libations reliées à des rites de fertilité (dépôts de graines, de matières grasses, de liquides — lait, d'hydromel — ou combustion de matières…) comme le suggèrent les rigoles qui relient parfois ces creux entre eux sur des surfaces plus ou moins horizontales. Elles ont pu être utilisées aussi comme récipients à teinture (godets servant au tatouage), comme trou d'emmanchement, comme puits sacrés.
La présence de cupules est attestée partout dans le monde.  Elles sont très présentes sur les reliefs, particulièrement en montagne. Elles se rencontrent fréquemment en Europe continentale. Près d'un millier de blocs ou de dalles à cupules sont répertoriés en Suisse et en Savoie, qui recèlent de nombreux blocs erratiques. On en trouve également le long de la façade atlantique (nord de l'Angleterre, Écosse,
, Irlande, Bretagne, île d'Yeu, île de Noirmoutier, Galice et Portugal), sur la façade atlantique du Maroc du nord (région de Tanger), le long des côtes méditerranéennes (nord-ouest de l'Italie, Thessalie), comme au Mexique, au Brésil, en Inde et en Guadeloupe (à Trois-Rivières). 
L'interprétation de l'usage et des significations des cupules reste difficile, de même que leur datation qui peut s'échelonner depuis le Magdalénien jusqu'à l'Âge du bronze. Très souvent associées à un passé ancien inconnu (préhistorique), elles datent pourtant parfois de périodes beaucoup plus récentes (entre le début du XIVe siècle et la fin du XVIIIe siècle comme à Madagascar. Compte tenu de leur présence sur une aire géographique immense, l'explication de leur existence et de leur morphologie ne peut être unique mais doit varier selon le temps et les environnements socio-économiques.

## Galerie

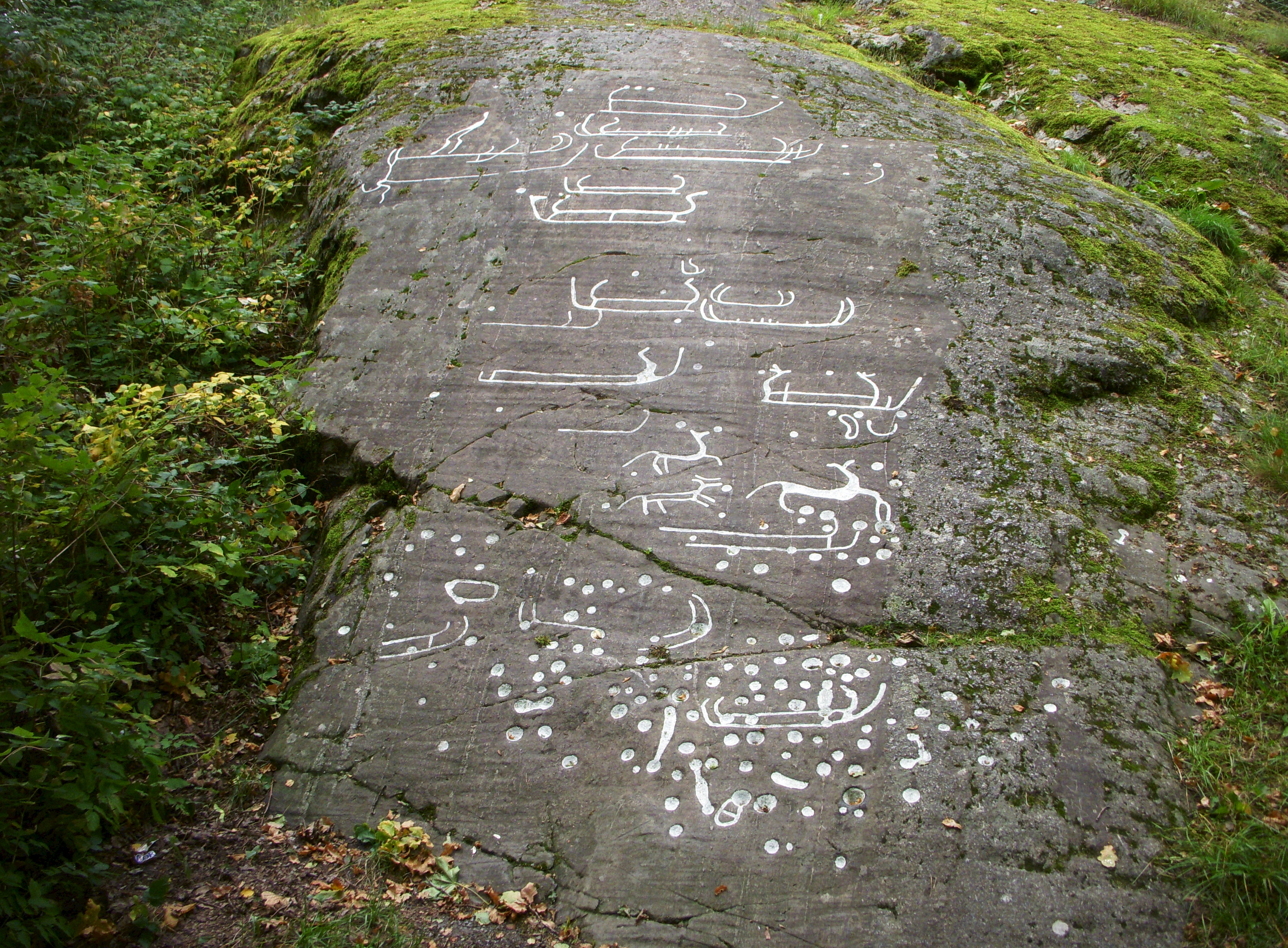
Nuages de cupules associés à des représentations de bateaux et des figurines animales (Stockholm, Suède).
- Vidéo montrant comment un liquide s'écoule sur une pierre à cupules (la Pierre aux écuelles, en Suisse).
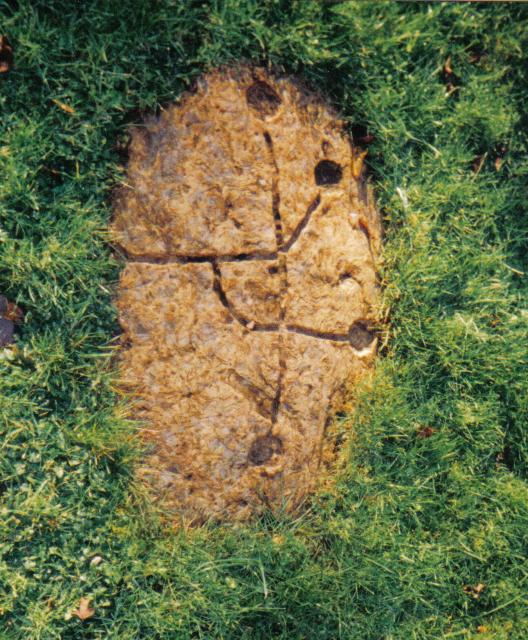
Cupules ou bassins munis de rigoles et de déversoirs.
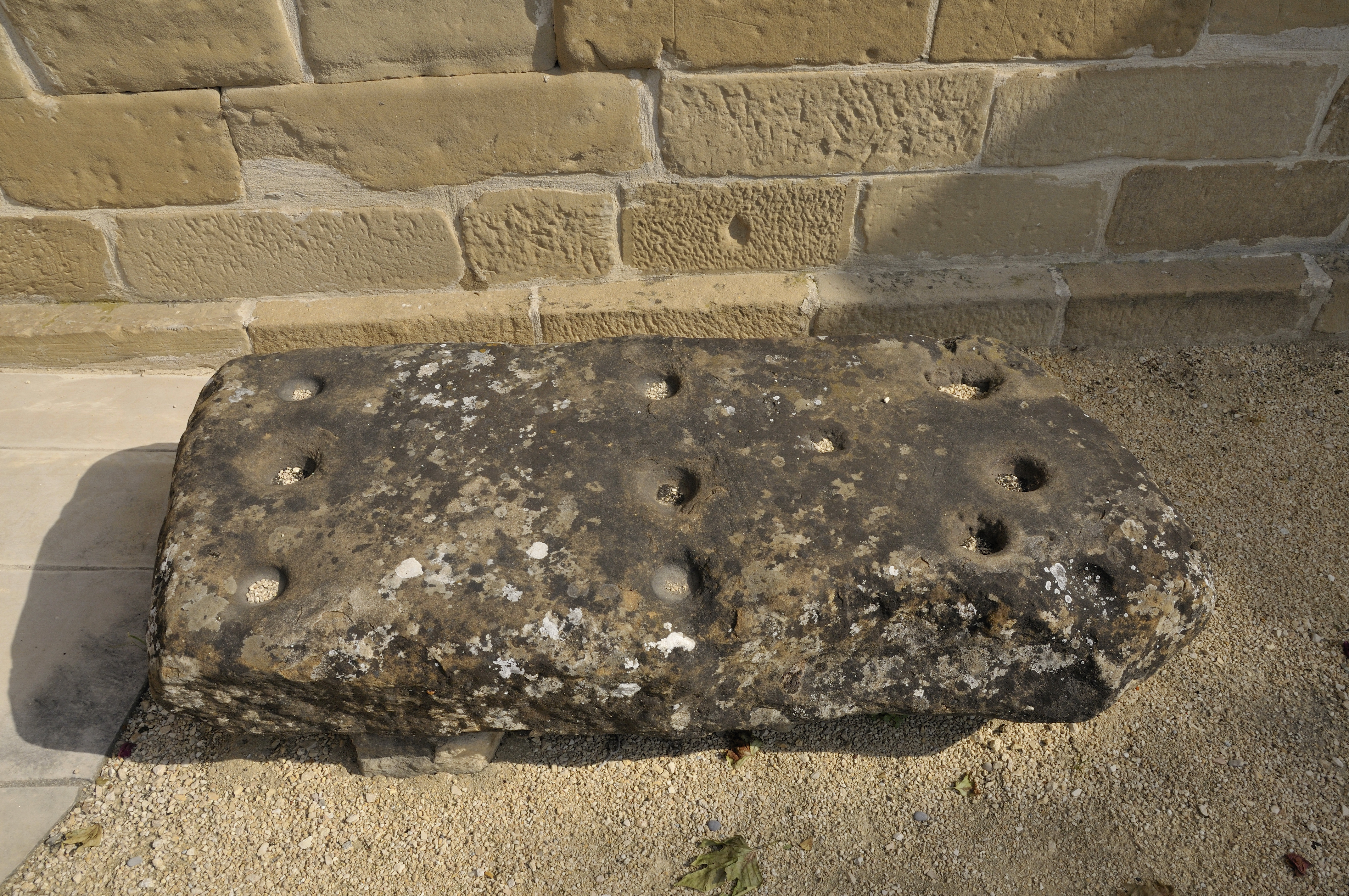
Pierre à cupules à Mours-Saint-Eusèbe, France.
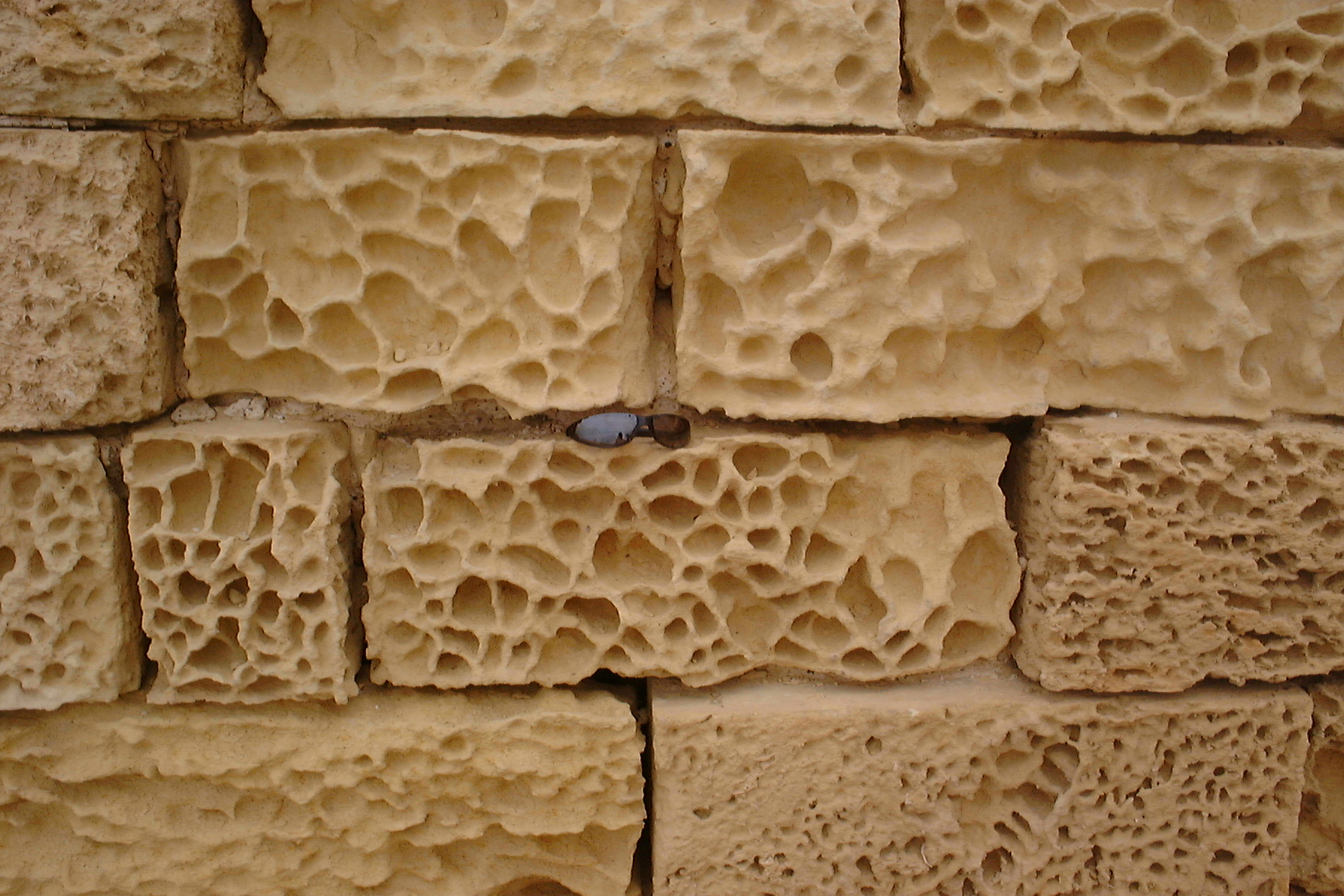
Le caractère anthropique de ces dépressions les distingue des cupules et taffoni, fruits de l'érosion.